# КК Напредак Крушевац
КК Напредак је српски кошаркашки клуб из Крушевца. Тренутно се такмичи у Кошаркашкој лиги Србије.

## Историја
Први трагови кошарке у Крушевцу датирају из 1946. године, тј. од оснивања Спортског друштва „Напредак“. Кошарка се играла у средњим школама, а прву утакмицу одиграли су крушевачки студенти ДИФ-a против Црвене звезде на Калемегдану. Године 1965. основан је ОКК Крушевац, а већ следеће године је одиграо прву међународну утакмицу против италијанског клуба „Пистоје“. Године 1975, сада већ као ОКК Напредак, после победе против „Студента“ из Ниша резултатом 64:53, пролази у Другу лигу.
Прволигаш први пут постаје 1994, али сезону завршава као 29. од 32 клуба, те испада у Другу лигу. Напредак се 2005. враћа у прву лигу. Већ у сезони 2005/06. клуб је заузео последње место, али је због раздвајања Србије и Црне Горе остао у лиги. У сезони 2008/09. Напредак је освојио четврто место, али му је измакао плеј-оф Суперлиге. Сезону 2011/12. завршио је на дванаестом месту и тако испао у нижи ранг.
Напредак је сезону 2012/13. завршио на трећем месту у Другој лиги, али је након иступања БКК Радничког из КЛС обезбедио повратак у први ранг.
Сезону 2013/14. завршио је на 10. месту, а 2014/15. је заузео 11. место.

## Учинак у претходним сезонама
| Сез.     | Првенство Србије - КЛС | Првенство Србије - Суперлига | Куп Србије | Регионално такмичење       | Европско такмичење |
| -------- | ---------------------- | ---------------------------- | ---------- | -------------------------- | ------------------ |
| 2008/09. | 4. место               | -                            | -          | -                          | -                  |
| 2009/10. | 9. место               | -                            | -          | -                          | -                  |
| 2010/11. | 6. место               | -                            | -          | -                          | -                  |
| 2011/12. | 12. место              | -                            | -          | Балканска лига - Прва фаза | -                  |
| 2013/14. | 10. место              | -                            | -          | -                          | -                  |
| 2014/15. | 11. место              | -                            | -          | -                          | -                  |
| 2015/16. | 6. место               | -                            | -          | -                          | -                  |
| 2016/17. | 10. место              | -                            | -          | -                          | -                  |

## Познатији играчи
- Чедомир Витковац
- Божо Ђумић
- Драган Милосављевић
- Бобан Петровић
- Војдан Стојановски
- Ненад Шуловић
- Војкан Милинчић

## Познатији тренери
- Бошко Ђокић
- Oливер Поповић